# Руди (заказник)
Руди — ботанічний заказник місцевого значення в Черкаському районі Черкаської області.

## Опис
Заказник площею 3 га розташовано біля с. Пшеничники в урочищі "Руда балка".
Як об'єкт природно-заповідного фонду створено рішенням Черкаської обласної ради від 03.07.2002 р. № 2-8. Землекористувач або землевласник, у віданні якого перебуває заповідний об'єкт — Бобрицька сільська громада (як правонаступник Пшеничницької сільської ради).
Територія заказника — місце зростання видів, що занесено до Червоної книги України: горицвіту весняного та сон-трави.Можливо ці рослини зустрічаються в сусідніх урочищах Горобчишино і Довгий яр